# Homer perd la boule
Homer perd la boule (France) ou En roulant ma boule (Québec) (Hello Gutter, Hello Fadder) est le 6e épisode de la saison 11 de la série télévisée d'animation Les Simpson.

## Synopsis
Après avoir obtenu un score impressionnant lors d'une partie de bowling, Homer devient célèbre dans tout Springfield. Alors qu'il goûte à peine aux plaisirs de la gloire, il retombe dans l'anonymat le plus complet. L'ancienne vedette sombre alors dans la déprime la plus totale. Sa famille tente de le consoler.